# Arooj Aftab
Arooj Aftab (11 de marzo de 1985) es una cantante, compositora y productora musical paquistaní que trabaja principalmente en los lenguajes minimalista, jazz y neo-sufí.

## Formación
Nacida en Lahore, Pakistán, Arooj Aftab aprendió a tocar la guitarra por sí misma y a desarrollar su voz escuchando a fondo a  músicos como Begum Akhtar, Hariprasad Chaurasia, Billie Holiday y Mariah Carey. Aftab fue una de los primeras músicos en utilizar Internet para promocionar su música en Pakistán a principios de la década de 2000. Sus versiones de "Hallelujah" y "Mera Pyaar" se volvieron virales e inauguraron en gran medida la escena indie paquistaní.
Aftab se trasladó a los Estados Unidos en 2005 donde obtuvo una licenciatura en Producción e Ingeniería Musical y Composición de Jazz en el Berklee College of Music. En 2009 se estableció en Nueva York ciudad en la que vive  desde entonces.
Fue la primera artista paquistaní en ganar un Grammy.

## Discografía
Su primer álbum Bird Under Water salió a la venta de forma independiente el 9 de marzo de 2015 y fue celebrado por muchas publicaciones, incluidas Songlines Magazine, The Wire y The Huffington Post. También le valió un puesto en la lista de NPR de las 200 mejores canciones de mujeres del siglo XX, y en la de los 100 compositores de NPR menores de 40 años.
El 12 de junio de 2018 publicó su segundo álbum, Siren Islands, con New Amsterdam Records. The New York Times lo incluyó en las 25 mejores temas de música clásica de 2018, y NPR en su lista de Mejor Música Electrónica / Dance de 2018.
El tercer álbum de estudio de la compositora-intérprete, Vulture Prince, lo publicó el 23 de abril de 2021 con New Amsterdam Records. El álbum está dedicado a la memoria de su hermano menor, Maher, y en él cuenta las historias de personas, relaciones y momentos perdidos. Vulture Prince recibió elogios de publicaciones musicales como NPR Music, NPR Classical, BBC Radio, Pitchfork Magazine, The New York Times, I Care If You Listen, Paste Magazine y Al Jazeera. La canción de Arooj, Mohabbat de este álbum, fue incluida por Barack Obama en su lista de canciones favoritas del verano 2021.

## Colaboraciones
Arooj ha colaborado con artistas de renombre mundial, entre ellos Meshell Ndegeocello, Badi Assad, Jace Clayton, Vijay Iyer, Rafiq Bhatia, Shahzad Ismaily, Leo Genovese, Toshi Reagon, Maeve Gilchrist, Petros Klampanis, Magda Giannikou y Gyan Riley.

## Actuaciones
Arooj ha actuado en lugares importantes como el Lincoln Center, Museo Andy Warhol, Haus der Kulturen der Welt, Le Poisson Rouge y el Museo de Arte Moderno. Así como en los festivales The Big Ears Festival, The Ecstatic Music Festival, y el Festival de Jazz de San Francisco. En 2018 actuó en The Kitchen NYC, y ha sido telonera de  Mitski en The Brooklyn Steel.

## Premios y nominaciones
- Premio Grammy 2022 a la Mejor actuación mundial.[28]

- Nominada al Premio Grammy 2022 como mejor nueva artista.[29]

- Premio Grammy Latino 2021 como vocalista en “Antes de que el mundo se acabe” de Residente.[30]

- Premio de la Academia de Estudiantes 2020 como compositora en el cortometraje "Bittu" de Karishma Dev Dube.[31][32]
- Compositora del cortometraje de acción en vivo de la 93.ª edición de los Oscar, Bittu.[33]

## Otros trabajos
- Compositora, diseñadora de sonido y ejecutiva de Backbone [34] por Eggnut Games.
- Interprete la canción principal Insaaf para la película Talvar, escrita por Gulzar y compuesta por Vishal Bhardwaj[35]
- Intérprete de un antiguo Bandish tradicional de Raag Bhairavi Raske Bhare Tore Nain para la película Dobara Phir Se de Mehreen Jabbar.
- Compositora e intérprete de la canción De Libbe con Daso para Tale and Tone Records.[36]
- Intérprete destacada en el álbum Intrinsic. [37]
- Directora musical de la película Without Shepherds de Cary McClelland.[38]
- Compositora e intérprete del álbum The Julius Eastman Memory Depot de Jace Clayton.[39]